# Anshun

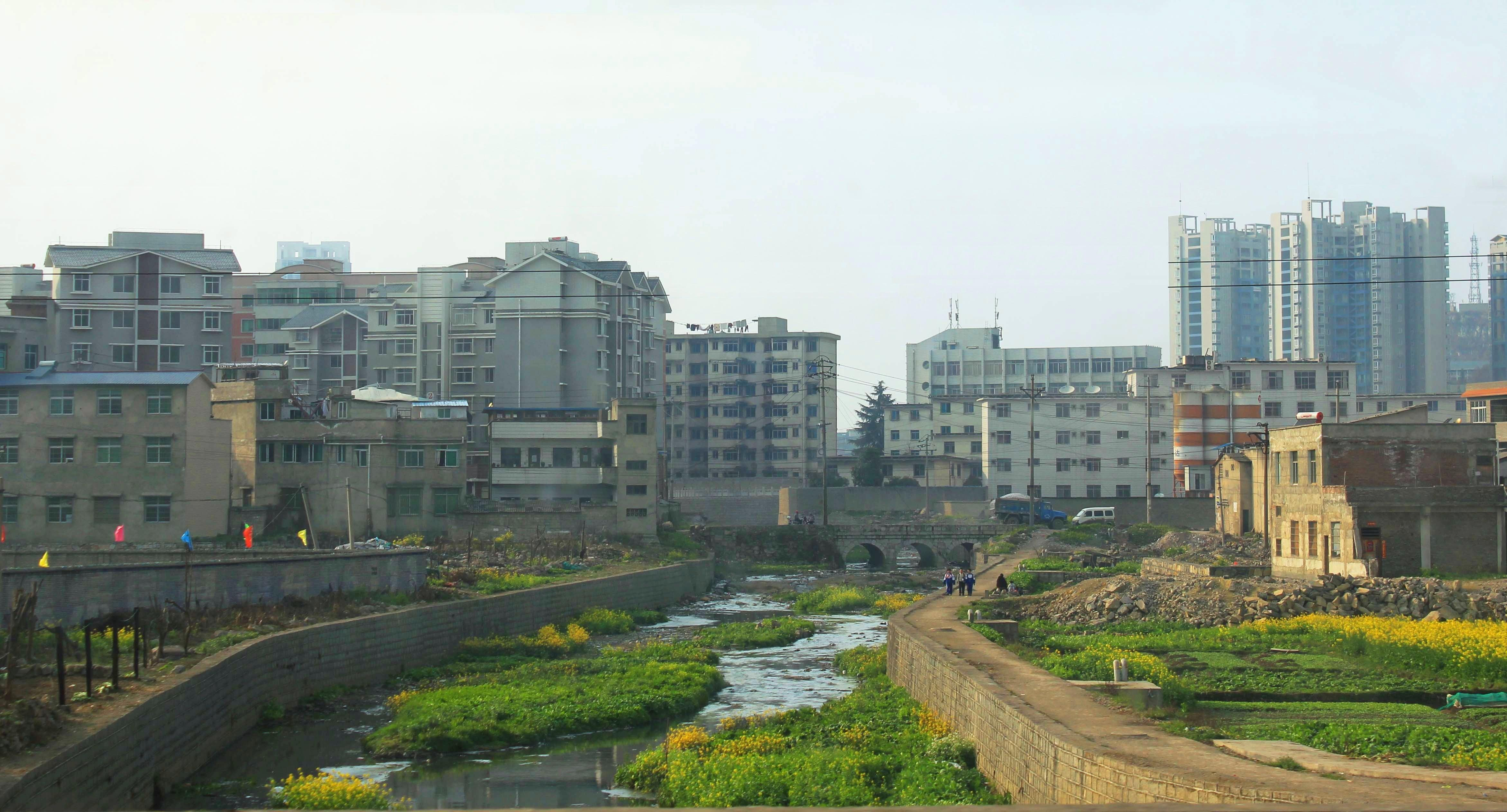

Anshun (chinês tradicional: 安順, chinês simplificado: 安顺, pinyin: Ānshùn) é uma Prefeitura com nível de cidade na província de Guinzhou, na China. Em 2010, a cidade tinha 2 297 339 habitantes.